# Festival srpskog podzemlja
Festival srpskog podzemlja je manifestacija posvećena andergraund (engl. underground) kulturi u Srbiji.
Program festivala čine različiti segmenti andergraund stvaralaštva, muzika, likovna umetnost, poezija, izdavaštvo, stripovi, ručno pravljeni nakit i garderoba... Održava se svake godine, a prvi Festival srpskog podzemlja (FSP) se održao 2015. godine u Domu omladine Beograda.
Na značaj održavanja festivala ukazao je jedan od organizatora – Milan Rakić, uoči održavanja drugog FSP-a, ističući da je pomenuti festival: „bitan višeslojno, bitniji je od uspeha bilo kog koncerta stranih bendova ovde pošto oslikava krvotok domaće scene i podrške koju ona ima. Jako je bitno videti ogroman broj underground bendova, umetnika, izdavača na jednom mestu kao što je Dom omladine Beograda koji je zvanična institucija kulture u zemlji. Takođe, jako je bitno videti toliko fanova koji su došli i podržali sve te umetnike i na kraju ta celina koja je stvorena, svima nama pokazuje da u vremenu kada kultura pada na najniže moguće grane, underground pokret može da izbori svoje mesto. Može, i mora! Potrebno je samo hteti i stati iza onoga što svi mi najiskrenije volimo, a to je taj nezavisni duh alternativne umetničke scene koja ne poznaje nametnute vrednosti, već samo iskren duh stvaralaštva, zdrave kritike i bunta.ˮ
Prva tri festivala (2015–2017) održana su u Domu omladine Beograda, nakon toga (od 2018. godine) održavanje FSP-a je preseljeno u Novi Sad gde je festival održavan u Fabrici Studentskog kulturnog centra Novi Sad (2018. i 2021–2024), zatim jedenom u hali 6 Novosadskog Sajma (2019), a za vreme pandemije organizovani su onlajn prenosi iz Doma B-612 i Owl Scream studija (2020).

## Muzički program

### Prvi Festival srpskog podzemlja (2015)
Prvi festival održan je 21 februara. Organizatori su bili MH Concerts i Dom omnladine Beograda. Festival je održan sa nastupima bendova na dve bine, uz izložbe аndergraund umetnosti, strip izlog, nagrade, distro ponude, i nastupe 14 metal, HC, i pank bendova. Među bendovima koji su nastupali našli su se: Alitor (prog thrash metal, Inđija), Violent Chapter (hardcore, Beograd), Potres (punk, Beograd), Putrid Blood (thrash metal, Šid), zatim bendovi Downstroy (metalcore, Kikinda), Fullsize (hardcore/metal, Beograd), SoulCage (hardcore punk, Gornji Milanovac) i Enjoy Sarma (power/thrash metal, Kovin), Bombarder (thrash metal), Infest (deathrash metal), Few Reasons Why (hardcore), Doghouse (punk), Technicollor Lies (punk rock, Beograd) i Goatmare & Hellspades (psychobilly horror punk, Pančevo).
Osim bendova, u sklopu izložbe andergraund umetnosti, učestvovali su i koncertni fotograf Marko Ristić (Nocturne), i izdavačka strip kuća Makondo, Casba Nemeth (grafički dizajner i ilustrator iz Novog Sada), Anamaria i David Vartabedijan (likovni umetnici iz Beograda), Vasil Vasev (grafički dizajner iz Beograda) i Danica Bićanić (multimedijalna umetnica iz Novog Sada).
Na listi učesnika u okviru prvog festivala našli su se i Second Metal Hand, sa starim i novim vinilima, CD-ima, DVD-ima, zatim SKC Novi Sad, poznat po velikom broju izdanja vezanih za punk i HC kulturu, i Grom Records distribucija sa velikim izborom underground zvuka.

### Drugi Festival srpskog podzemlja (2016)
Na drugom Festivalu srpskog podzemlja održanom 13. februara u beogradskom Domu omladine učestvovali su bendovi: Tibia, Raskid13, The Father of Serpents, Ashen Epitaph, Y.O.X, Deadly Mosh, War Engine, Vox Populi, In From the Cold, Blankfile, Dishumanity, Ground Zero, Rune, T-Erro, Proleće i Scaffold.
U okviru izložbe andergraund umetnosti učestvovali su Milan Nenezić (akademski slikar), Nemanja Đorđević (rock fotograf, urednik BalkanRock portala), Danijel Babić (akademski slikar), Dragan Paunović (ilustrator), Milutin Popović – MiHo (akademski vajar) i Igor Crnatović/subZero (dizajner).
Deo festivala činio je i strip izlog, kao i velika ponuda svih nosača zvuka i fan rekvizita uz učešće SKC NS, Makondo stripova, Some Kind of Distro-a, Second Metalhand-a, Čudne knjižare i Grom Records-a.

### Treći Festival srpskog podzemlja (2017)
Treće izdanje Festivala srpskog podzemlja održano je 25. februara u Domu omladine Beograda uz učešće bendova: Armageddon (simphonic heavy metal, Novi Sad), Bombarder (speed thrash metal, Beograd), Deathonation (thrash metal, Novi Sad), First Flame (hardcoe, Novi Sad), Infest (deathrash metal, Beograd/Jagodina), Merciful Angel (thrash metal, Beograd), Mud Factory (groove death metal, Vranje), Quasarborn (technical thrash metal, Beograd), Remedy (metal/hardcore/roock, Beograd), Repliucunts (punk, Beograd), Sequence (modern metalcore, Senta), Tidal Yield (psychedelic stoner doom, Beograd), Trash Union (hardore metal, Zrenjanin), Void Inn (heavy dark rock, Beograd), Kolac (black metal, Beograd), Motorcharge (dirty rock ’n’ roll, Kragujevac).
Interesantno je da se na ovom festivalu našlo i pivo (Underground, pivo sa stavom!) koje su specijalno za tu priliku napravili ljudi iz NikolaCar Brewery.

### Četvrti Festival srpskog podzemlja (2018)
Održan u Fabrici Studenskog kulturnog centra Novi sad, 16. i 17. marta, uz izložbe, projekciju filma o domaćoj gothic sceni, nastupe DJ-eva i bendova: Umbra, Sputnik, Asphalt Chant, DJ Akasha, DJ Nenad Bekvalac, Jenner, Nemesis, Replicunts, Putrid Blood, Hill, First Flame, Ashen Epitaph, Gunsale, Dead Joker, Dishumanity, Alitor, The Valley, Fast as We Go Far, Dok7.

### Peti Festival srpskog podzemlja (2019)
FSP je 2019. godine održan 12. i 13. aprila u hali 6 Novosadskog Sajma. Gosti otvaranja bili su Jernej Vene (muzički urednik Radio Val iz Slovenije) i Zoran Bale Bulatović (kompozitor, muzičar i član bendova Luna i Pekinška Patka), performanse su izvodili Nenad Bogdanović i Aleksandar Jovanović, održana je i premijera filma „Železne stopinjeˮ. Bendovi koji su učestvovali na petom festivalu su: Blankfile, Brigand, Casillas, Downstroy, Northern Revival, Otvoreni Prelom, Po Kratkom Postupku, PogonBGD, Plamen Večnosti, Riverroth, Reflection, Sarcasm (iz Slovenije – specijalni gost Festivala), Slavina Ljubavi, The Stone, Tri Kapljice i Vicery.

### Šesti Festival srpskog podzemlja (2020)
Da bi izbegli otkazivanje festivala zbog pandemije, organizatori su dlučili da šesti FSP realizuju online sa prenošenjem uživo nastupa sa dve lokacije (Dom B-612 i Owl Scream studio) na više Facebook stranica i YouTube kanala. U okviru koncertnog dela progrma nastupilo je šest izvođača: Terrörhammer (thrash/black metal), Man-E-Faces (hardcore), Marjan & Žeže (ambiental), Odvojena stvarnost (post punk), Potop (alternativni rok) i Žeže (noise).

### Sedmi Festival srpskog podzemlja (2021)
Održan 8. i 9. oktobra u Fabrici Studenskog kulturnog centra Novi sad uz nastupe bendova: Progon, Penetratori, Dishumanity, Atomski rat, Lednik, Forgotten Scream, Citizen X, Carnival Of Flesh, Oathbringer i Drnch.

### Osmi Festival srpskog podzemlja (2022)
Osmi Festival srpskog podzemlja održan je 21. i 22. oktobra u klubu Fabrika Studenskog kulturnog centra Novi sad uz nastupe projeakta Voden, Marjan i Žeže, Doreduh (gosti iz Rumunije), Pustoš, Tona, Larska, Claymorean, Scaffold.

### Deveti Festival srpskog podzemlja (2023)
Deveti Festival srpskog podzemlja održan je 20. i 21. oktobra u klubu Fabrika Studenskog kulturnog centra Novi sad uz nastupe bendova: Sear Bliss (gosti iz Mađarske), Že Že, Khargash, Wrishlas, Geger, Reckoning, Cheap Moonshine, Wicked Ways, Pannox.

### Deseti Festival srpskog podzemlja (2024)
Jubilarno izdanje FSP-a održano je 18. i 19. oktobra u klubu Fabrika Studenskog kulturnog centra Novi sad. Među bendovima koji su nastupali na desetom festivalu našli su se: KAOZ (gosti iz Slovenije), Phantasmagoria (gosti iz Zagreba), The Stone, Bombarder, Vox Populi, First Flame, Ground Zero, Infest, Downstroy.  